# Qal'at Najm
Qal'at Najm (Arabisch: قلعة نجم) is een kasteel gelegen op de rechteroever van de Eufraat in de buurt van Manbij in Aleppo Gouvernement, Syrië. Voor het kasteel stond hier waarschijnlijk een Romeinse nederzetting, terwijl het kasteel zelf voorkomt in Arabische teksten uit de 7e eeuw. Gedurende de 12e en 13e eeuw werden restauratiewerkzaamheden aan het kasteel uitgevoerd door Nur ad-Din en Az-Zahir Ghazi. Het kasteel ligt op een heuvel die door een glacis beschermd wordt en omvat een paleiscomplex met badhuis en een moskee.

## Geschiedenis
Op de plaats van het kasteel bevond zich waarschijnlijk een Romeinse nederzetting. De naam van deze nederzetting is niet bekend; een van de voorgestelde mogelijke namen is Caeciliana. In de oudste verwijzing naar Qal'at Najm in een Arabische tekst wordt het kasteel Djisr Manbidj genoemd. De huidige naam raakte in zwang in de 12e eeuw. In één Arabische tekst wordt beschreven hoe Kalief Oethman een brug over de Eufraat laat slaan bij Djisr Manbidj. Na de verovering van de regio door de Omajjaden werd Qal'at Najm achtereenvolgens beheerst door de Hamdanidische en de Mirdasidische dynastieën om uiteindelijk in handen te vallen van de nomadische stam van de Banu Numayr. Deze stam beheerste ook het nabijgelegen Qal'at Ja'bar. Daarna kwam het kasteel in handen van Nur ad-Din, heerser van Aleppo en de zoon van Zengi. Nur ad-Din liet het kasteel restaureren. In 1202 viel Az-Zahir Ghazi, de Ajjoebidische gouverneur van Aleppo (1186-1216), de Jezirah (de noordelijke helft van Mesopotamië) aan. Hij veroverde Manbij, Qal'at Najm en Qal'at Ja'bar en bereikte Ra's al-'Ayn aan de Khabur in Noordoost-Syrië. Na deze veldtocht versterkte Az-Zahir veel van de plaatsen die hij had veroverd, inclusief Qal'at Najm. In 1820 werd Qal'at Najm door de Ottomanen belegerd en beschadigd nadat een lokale Arabische krijgsheer zich in het kasteel verschanst had.

## Architectuur
Het kasteel ligt op de rechteroever van de Eufraat. Dankzij de aanwezigheid van twee eilanden kon hier een pontonbrug over de Eufraat geslagen worden waar de handelsroute van Aleppo naar Harran overheen liep. Qal'at Najm vertoont veel overeenkomsten met de Citadel van Aleppo en die van Hama en Homs. Het kasteel ligt op een heuvel waarvan de hellingen beschermd werden door een ashlar glacis. Hiervan zijn nog steeds restanten zichtbaar. Net als bij de Citadel van Aleppo wordt de toegang tot Qal'at Najm gekenmerkt door een massief en complex poortgebouw. Er zijn minstens drie, en mogelijk vier, bouwinscripties van Az-Zahir gevonden in Qal'at Najm. Het kasteel omvat een paleiscomplex met badhuis, bestaande uit vier vleugels rond een centrale binnenplaats met fontein. Het kasteel huist tevens een moskee met een dubbele externe arcade die uitkijkt over de Eufraat. Dergelijke arcades zijn uitzonderlijk voor moskeeën; een ander voorbeeld is de moskee in het Alhambra in Spanje. De nederzetting die aan de voet van het kasteel lag, en die in historische teksten genoemd wordt, bestaat niet meer.